# 歸山竜成
歸山 竜成（きやま りゅうせい、2006年12月1日 - ）は、日本の俳優（子役）。サンミュージックプロダクション所属。

## 人物
体重47kg。特技はバレーボール、阿波踊り。

## 出演

### テレビドラマ
- コード・ブルー -ドクターヘリ緊急救命- THE THIRD SEASON（2017年、フジテレビ） - 橘優輔 役
- セトウツミ　第10話（2017年、テレビ東京）- 内海想（少年時代） 役
- 駐在刑事（2018年） - 田所陽平 役

### 映画
- 劇場版 コード・ブルー -ドクターヘリ緊急救命-（2018年7月27日公開、東宝） - 橘優輔 役
- かぞくいろ -RAILWAYS わたしたちの出発-（2018年11月30日公開、松竹） - 奥薗駿也 役